# Szomorú Vasárnap
"Szomorú Vasárnap" (em português "Domingo Sombrio" ou "Domingo Lúgubre", também conhecida pela versão em inglês "Gloomy Sunday") é uma música popular composta pelo pianista e compositor autodidata húngaro Rezső Seress em 1933. 
A letra original era intitulada "Vége a világnak" (O mundo está a acabar) e era sobre desespero causado por guerra, acabando numa oração tranquila sobre os pecados das pessoas. O poeta László Jávor escreveu a sua própria para esta música, entitulada Szomorú vasárnap (Domingo Triste), no qual o protagonista quer cometer suicídio após a morte da sua amada, a letra desta acabou por se tornar mais popular enquanto que Vége a világnak foi essencialmente esquecida. A canção foi gravado pela primeira vez em húngaro pelo cantor pop Pál Kalmár em 1935.
"Gloomy Sunday" foi gravado pela primeira vez em inglês por Hal Kemp em 1936, com letra de Sam M. Lewis, e foi gravada no mesmo ano por Paul Robeson, com letra de Desmond Carter. Tornou-se conhecida pelo mundo da língua inglesa depois do lançamento de uma versão pela cantora de jazz e swing Billie Holiday em 1941. A letra de Lewis referia-se a suicídio, e a gravadora descreveu-a como a "Canção Húngara de Suicídio". Existe uma lenda urbana recorrente que alega que muitas pessoas cometeram suicídio enquanto ouviam esta canção, particularmente húngaros.
Inúmeras versões da canção foram gravadas e lançadas. Michael Brooks escreveu nas notas de capa de um conjunto de 10 CDs; "Lady Day" – the Complete Billie Holiday on Columbia, 1933–1944, o seguinte: 
"Gloomy Sunday chegou à América em 1936 e, graças a uma brilhante campanha publicitária, ficou conhecida como A Canção Húngara do Suicídio. Supostamente, depois de a ouvirem, amantes perturbados seriam compelidos a saltar da primeira janela que encontrassem, mais ou menos como os investidores depois de Outubro de 1929".

## Escrita e origem

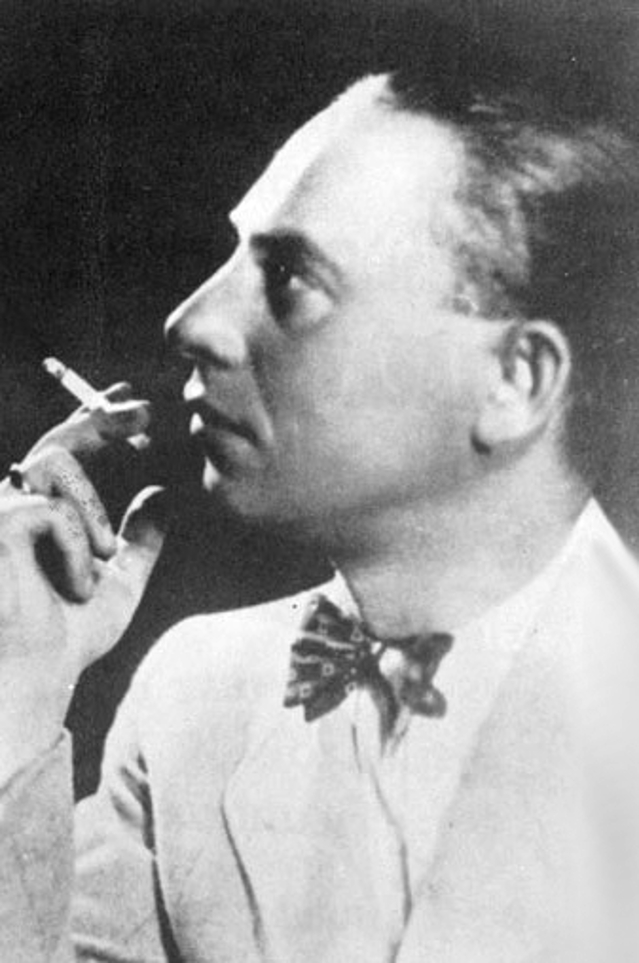
Seress, c.1925

A música foi composta por Rezső Seress enquanto vivia em Paris, numa tentativa de se tornar num compositor estabelecido no fim de 1932. A composição musical original era uma melodia de piano em Dó menor, com a letra a ser cantada por cima. Seress escreveu a música no tempo da Grande Depressão e crescente influência fascista na Hungria nativa do escritor, embora fontes discordem do grau do qual a sua canção foi motivada por melancolia pessoal invés de preocupações com o futuro do mundo. A base da letra de Seress é uma reprovação às injustiças do homem, com uma oração a Deus para ter misericórdia no mundo moderno e as pessoas que perpetram o mal. Existem algumas sugestões as palavras de "Vége a világnak" na verdade não foram escritas até à Segunda Guerra Mundial e não protegidas com direitos autorais até 1946.

Seress inicialmente teve dificuldade a encontrar uma editora, maioritariamente devido à natureza estranhamente melancólica da canção. Uma editora potencial disse:
Não é que a canção seja triste, existe um tipo de desespero terrível convincente. Eu não acho que faria algum bem a alguém ouvir uma música assim.
A música foi publicada como partitura no fim de 1933, com a letra do poeta László Jávor, que estava inspirado pelo um recente fim de relação com a sua noiva. Segundo a maioria das fontes, Jávor reescreveu a lera depois da primeira publicação da música, embora ele seja por vezes descrito como o escritor original das palavras. A sua letra não continha sentimentos políticos, mas era sim um lamento da morte de uma pessoa amada e uma promessa de se encontrar com a amada outra vez na vida após a morte. Esta versão da canção tornou-se na mais conhecida, e reescritas posteriores são baseadas à volta da ideia de amor perdido.

## Letra em húngaro
Szomorú vasárnap száz fehér virággal
Vártalak kedvesem templomi imával
Álmokat kergető vasárnap délelőtt
Bánatom hintaja nélküled visszajött
Azóta szomorú mindig a vasárnap
Könny csak az italom kenyerem a bánat...
Szomorú vasárnap
Utolsó vasárnap kedvesem gyere el
Pap is lesz, koporsó, ravatal, gyászlepel
Akkor is virág vár, virág és koporsó
Virágos fák alatt utam az utolsó
Nyitva lesz szemem hogy még egyszer lássalak

Ne félj a szememtől holtan is áldalak...

## Letra em inglês
Sunday is gloomy,
My hours are slumberless
Dearest the shadows
I live with are numberless
Little white flowers
Will never awaken you
Not where the black coach of
Sorrow has taken you
Angels have no thought
Of ever returning you,
Would they be angry
If I thought of joining you?

Gloomy Sunday

Gloomy is Sunday,
With shadows I spend it all
My heart and I
Have decided to end it all
Soon there'll be candles
And prayers that are sad I know
Let them not weep
Let them know that I'm glad to go
Death is no dream
For in death I'm caressing you
With the last breath of my soul
I'll be blessing you

Gloomy Sunday

## Letra em português

### Versão 1
Domingo Sombrio com uma centena de flores brancas 
Eu estava à tua espera minha querida com uma oração 
Uma manhã de domingo, a correr atrás dos meus sonhos 
A carruagem da minha mágoa voltou para mim sem ti 
Desde aí que os meus domingos tem sido para sempre tristes 
Lágrimas são a minha única bebida, a mágoa o meu pão...  
Domingo Sombrio  
Este último domingo, minha querida vem a mim 
Vai haver um padre, um caixão, um catafalco e um lençol 
Vai haver flores para ti, flores e um caixão 
Sob as flores em florescimento vai ser a minha última jornada 
Os meu olhos vão estar abertos, para que te veja uma última vez 
Não tenhas medo dos meus olhos, estou-te a abençoar até na minha morte...  

O último domingo 

#### Versão 2  (versão inglesa)
O domingo é sombrio,
As minhas horas são de sono
Queridas as sombras
Com as quais convivo são inúmeras
Pequenas flores brancas
Não te acordarão
Não onde o coche negro da
Mágoa te levou
Os anjos não pensam
Em te jamais devolver,
Será que eles ficariam zangados
Se eu pensasse em me juntar a ti?
Domingo sombrio
Sombrio é domingo,
Com sombras eu passei tudo
O meu coração e eu
Decidimos acabar com tudo
Daqui a pouco haverá velas
E orações que são tristes eu sei
Mas não os deixem chorar
Deixem-los saber que estou feliz por partir
A morte não é um sonho
Pois na morte eu te acaricio
Com o último suspiro da minha alma
Eu te abençoarei

Domingo sombrio
Algumas versões inglesas adicionam o seguinte verso:
Sonhando, eu estava apenas sonhando
Acordo e te encontro dormindo
No fundo do meu coração, querida
Querida, eu espero
Que o meu sonho nunca te tenha assombrado
O meu coração está te dizendo
O quanto eu te quero

Domingo sombrio

## Lendas urbanas
Existem várias lendas urbanas sobre a canção, a maioria envolvendo a música estar alegadamente conectada com vários casos de suicídios, e estações de rádio reagiram com supostamente banir a música. No entanto, não há nada de substancial que corrobore tais afirmações.
Relatos da imprensa na década 30 associavam pelo menos 100 suicídios, tanto na Hungria como nos Estados Unidos, com "Gloomy Sunday", mas a maioria das mortes supostamente ligadas à música são difíceis de verificar.  A lenda urbana parece ser, na sua maioria, simplesmente um embelezamento do alto número de suicídios húngaros que ocorreram na década quando a música foi composta devido a outros fatores como carestia e pobreza. Não existem estudos que concluíssem haver uma ligação clara entre a música e suicídio.
A 11 de janeiro de 1968, cerca de 35 anos depois da música ser escrita, o seu compositor suicidou-se.
A BBC baniu a versão de Billie Holiday da música de ser transmitida, como sendo prejudicial à moral to tempo de guerra, mas permitiu atuações das versões instrumentais. No entanto, existem poucas provas de outros banimentos de rádio; o banimento da BBC foi levantado em 2002.

## Gravações posteriores e atuações notáveis

#### Anos 30
- 1935: Katalin Karády
- 1936: Mieczysław Fogg (em polaco como "Smutna niedziela")
  - Damia (em francês como "Sombre dimanche")
  - Noriko Awaya (em japonês como "Kurai Nichiyōbi (暗い日曜日)")
  - Agustín Magaldi (em espanhol como "Triste domingo")
- 1937: Pyotr Leshchenko (em russo como "Мрачный воскресный день")
  - Mercedes Simone (em espanhol como "Triste Domingo"

#### Anos 40
- 1940: Artie Shaw + Pauline Byrne
- 1941: Billie Holiday
  - Mimi Thoma (em alemão como "Einsamer Sonntag")
- 1946: Luis Russell + Lee Richardson

#### Anos 50
- 1958: Ricky Nelson
  - Mel Tormé
- 1959: Eila Pellinen (em finlandês como "Surullinen sunnuntai")

#### Anos 60
- 1961: Sarah Vaughan
- 1962: Lou Rawls
- 1967: Carmen McRae
  - Stan Kenton
- 1969: Ray Charles
  - Big Maybelle (em Saga of the Good Life & Hard Times)

#### Anos 70
- 1972: Viktor Klimenko (em russo como "Ona pred ikonoi", letra de Arseny Golenishchev-Kutuzov)
- 1975: Jimmy Witherspoon (em Spoonful)

#### Anos 80
- 1980: Lydia Lunch (no álbum Queen of Siam)
- 1981: Elvis Costello
- 1982: Associates (Sulk) (Sam M. Lewis, Rezsõ Seress) (o cantor Billy Mackenzie cometeu suicídio em 1997)
- 1983: Marc Almond (Torment and Torenos) (Sam M. Lewis, Rezsõ Seress)
- 1986: Christian Death (Atrocities) (Sam M. Lewis, Rezsõ Seress)
- 1987: Serge Gainsbourg (versão francesa)
  - Abbey Lincoln
  - Marianne Faithfull

#### Anos 90
- 1992: Diamanda Galás (The Singer) (letra de Desmond Carter)
  - Sinéad O'Connor (Am I Not Your Girl?)
- 1994: Anton LaVey (lançada no seu top 10 de "Música Estranha")
  - John Williams (arranjo instrumental no fundo da Lista de Schindler)
- 1995: Orquestra Creed Taylor
- 1996: Sarah McLachlan (usando a letra de Sam M. Lewis; do álbum Rarities, B-Sides, and Other Stuff)
- 1999: Björk (Stormy Weather) (também a atuou ao vivo no funeral do seu amigo, o designer de moda Alexander McQueen, que morreu de suicídio em 2010)
  - The Smithereens (God Save The Smithereens)
  - Heather Nova (gravação da música homônima no filme de 1999 Ein Lied von Liebe und Tod)[18]

#### Anos 2000
- 2000: Kronos Quartet (instrumental para quarteto de cordas)
  - Ricky Nelson (Legacy)
  - Sarah Brightman (usando a letra de Sam M. Lewis; em La Luna)
- 2002: Hans Koller (Lovers and Strangers)
- 2004: Quarteto Branford Marsalis
- 2005: Jaurim (no álbum 靑春禮瓚 (청춘예찬, Ode à Juventude)
  - Herbie Mann (Herbie Mann String)
- 2009: Emilie Autumn (letra de Billie Holiday - apenas os primeiros 2 versos)

#### Anos 2010
- 2014: Angelina Jordan (Norske Talenter)

## Legado
Um cover da música fez parte do segundo álbum de estúdio dos The Associates, Sulk, lançado a 14 de maio de 1982, e nomeado 'Álbum do Ano' na Melody Maker no final de 1982. O vocalista principal Billy Mackenzie suicidou-se a 22 de janeiro de 1997.
A letra da música fez parte do ponte da música dos The Dead Milkmen "(Theme from) Blood Orgy of the Atomic Fern", no álbum de 1987 Bucky Fellini.
Uma versão altamente fictícia da origem da música está na essência do filme alemão/húngaro de 1999 'Ein Lied von Liebe und Tod' (Domingo Sombrio – Uma Música de Amor e Morte.)
Um cover da música faz parte da faixa três do álbum de 2005 de Venetian Snare 'Rossz Csillag Alatt Született'. Também tem uma amostra da voz de Billie Holiday.
A música inspirou o filme de 2006 'The Kovac Box', no qual um escritor está preso na ilha de Maiorca com pessoas que foram injetadas com um microchip que faz tirar a própria vida quando ouvem "Gloomy Sunday". A música toca durante o filme, cantada pela atriz Lucía Jiménez. Um vídeo-clipe para o cover foi lançado como parte da promoção do filme. A música também faz parte da banda sonoro de Wristcutters: A Love Story (2006), interpretada por Artie Shaw.
Em 2008, a artista belga Marieke van Wuytswinkel usou um amostra de "Gloomy Sunday" no seu trabalho 'Uma Manhã Natural'.